# Aquila (kommun i Mexiko, Michoacán de Ocampo, lat 18,38, long -103,22)
Aquila är en kommun i Mexiko.   Den ligger i delstaten Michoacán de Ocampo, i den södra delen av landet, 400 km väster om huvudstaden Mexico City.
Följande samhällen finns i Aquila:
- Aquila
- Santa María de Ostula
- San Pedro Naranjestil
- Colola
- Maruata
- La Ticla
- El Faro de Bucerías
- Coire
- El Duin
- Huahua
- El Zapote de Madero
- Motín del Oro
- Las Haciendas
- Cuilala de Hidalgo
- Colonia la Ine
- El Atrancón
- La Labor
- Cobanera de Ostula
- Paso de Noria
- Ixtapilla
- Santa Cruz de Cachán
- El Potrero de Ostula
- Cuirla
- La Estanzuela
- San Jerónimo
- La Palma Sola
- Arenas Blancas
- Barrio de San José
- La Cuchara
- Marialitos
- Boca de la Manzanilla
- Chacala
- El Saucito